# Бюро корпораций (США)
Бюро корпораций — предшественник Федеральной торговой комиссии, было создано 14 февраля 1903 года во время Эры прогрессивизма в качестве следственного органа Министерства торговли и труда. Основной ролью бюро было изучение и представление доклада о промышленности, при этом акцентируя внимание на монополизм. Рекомендации, изложенные в докладе Бюро о нефтяном транспорте 1906 года, были включены в закон Хепберн 1906 года. В 1912 году Бюро выпустило доклад о развитии гидроэнергии, что привело к созданию федерального закона об гидроэнергии. Бюро также провело исследования Табачной промышленности,Металлургии ,Деревообработки и других отраслей промышленности.
В 1915 году Бюро корпораций вошло в состав созданной Федеральной торговой комиссии. Комиссия приняла на работу сотрудников Бюро и продолжила исследования, начатые Бюро Промышленности.